# Уэстлайн (тауншип, Миннесота)
Уэстлайн (англ. Westline) — тауншип в округе Редвуд, Миннесота, США. На 2000 год его население составило 203 человека.

## География
По данным Бюро переписи населения США площадь тауншипа составляет 93,1 км², из которых 92,7 км² занимает суша, а 0,4 км² — вода (0,45 %).

## Демография
По данным переписи населения 2000 года здесь находились 203 человека, 72 домохозяйства и 65 семей.  Плотность населения —  2,2 чел./км².  На территории тауншипа расположена 81 постройка со средней плотностью 0,9 построек на один квадратный километр. Расовый состав населения: 100,00 % белых.
Из 72 домохозяйств в 38,9 % воспитывались дети до 18 лет, в 81,9 % проживали супружеские пары, в 4,2 % проживали незамужние женщины и в 9,7 % домохозяйств проживали несемейные люди. 9,7 % домохозяйств состояли из одного человека, при том 4,2 % из — одиноких пожилых людей старше 65 лет. Средний размер домохозяйства — 2,82, а семьи — 3,02 человека.
29,6 % населения — младше 18 лет, 3,9 % — в возрасте от 18 до 24 лет, 26,1 % — от 25 до 44, 27,1 % — от 45 до 64,и 13,3 % — старше 65 лет. Средний возраст — 39 лет. На каждые 100 женщин приходилось 105,1 мужчин.  На каждые 100 женщин старше 18 приходилось 113,4 мужчин.
Средний годовой доход домохозяйства составлял 41 250 долларов, а средний годовой доход семьи —  42 143 доллара. Средний доход мужчин —  25 625  долларов, в то время как у женщин — 16 964. Доход на душу населения составил 16 764 доллара. За чертой бедности находились 9,5 % семей и 11,2 % всего населения тауншипа, из которых 8,8 % младше 18 лет.